# مردین‌لی
مردین‌لی (ترکی آذربایجانی: Merdinli) یک منطقهٔ مسکونی در جمهوری آرتساخ است که در استان هادروت واقع شده‌است.